# Đặng Quang Cầm
Anh hùng Lực lượng vũ trang Đặng Quang Cầm sinh năm 1921, quê ở xã Lạc Sơn, huyện Đô Lương, tỉnh Nghệ An, nhập ngũ tháng 9 năm 1945. Khi được tuyên dương Anh hùng ông là trung đội phó thuộc đội vũ trang tuyên truyền Liên khu 5.

## Hoạt động cách mạng
Tháng 9 năm 1945, Đặng Quang Cầm gia nhập lực lượng vũ trang.
Từ ngày nhập ngũ đến tháng 7 năm 1954, Đặng Quang Cầm hoạt động và chiến đấu ở chiến trường cực Nam Trung Bộ, là chiến sĩ trinh sát, phụ trách đội bảo đảm giao thông liên lạc quan trọng, làm công tác vũ trang tuyên truyền xây dựng cơ sở cách mạng, tổ chức dân quân trong lòng địch.
Đầu năm 1947, quân Pháp huy động gần 2.000 quân bao vây chiến khu. Được giao nhiệm vụ theo dõi nắm địch, Đặng Quang Cầm đã gan dạ liên tục bám sát địch suốt một ngày. Mười bốn lần đụng đầu với địch, có lần chỉ cách chúng 20 mét, nhưng ông đã bình tĩnh, nhanh nhẹn, đánh lừa địch chạy thoát.
Từ tháng 2 năm 1948 đến tháng 12 năm 1950, Đặng Quang Cầm là trung đội phó, phụ trách một đoạn trên tuyến đường giao liên "Hồ Chí Minh".
Từ tháng 1 năm 1951 đến tháng 7 năm 1954, Đặng Quang Cầm phụ trách đội vũ trang tuyên truyền xây dựng cơ sở cách mạng ở vùng đồng bào dân tộc ít người.
Ngày 31 tháng 8 năm 1955 Đặng Quang Cầm được Chủ tịch nước Việt Nam Dân chủ Cộng hòa tặng thưởng Huân chương Quân công hạng ba và danh hiệu Anh hùng lực lượng vũ trang nhân dân.

## Tôn vinh
Ông được Chủ tịch Nước Việt Nam dân chủ cộng hoà tặng thưởng danh hiệu Anh hùng lực lượng vũ trang nhân dân đợt đầu. Cùng với Nguyễn Quốc Trị, Nguyễn Thái Nhự, Biện Văn Thanh, Nguyễn Quốc Thất, Trần Hữu Bảo, Hoàng Văn Thanh, Lê Hữu Hoè... là những Anh hùng LLVT của huyện Đô Lương.